# Maccabeus tentaculatus
Espèce
Synonymes
- Chaetostephanus praeposteriens
von Salvini-Plawen, 1974

Maccabeus tentaculatus est une espèce de vers marins de l'embranchement des Priapulida de la mer Méditerranée.